# Schwarzhalsreiher
Der Schwarzhalsreiher (Ardea melanocephala) ist eine Vogelart aus der Familie der Reiher. Er ist häufig in Afrika südlich der Sahara sowie auf Madagaskar zu sehen. Er ist überwiegend ein Standvogel, einige der westafrikanischen Population ziehen jedoch während der Regenzeit in nördlichere Regionen.
Der Schwarzhalsreiher erreicht eine Körpergröße von 85 cm und hat eine Flügelbreite von 150 cm. Er ist damit nahezu so groß wie der Graureiher, dem er im Aussehen ähnelt, wenn er auch überwiegend dunkler gefärbt ist. Das Gefieder ist auf der Körperoberseite dunkelgrau, die Körperunterseite ein Hellgrau. 
Der Schwarzhalsreiher brütet in Kolonien in wassernahen Bäumen oder in Schilfbeständen. In Gegenden, in denen auch der Graureiher vorkommt, bilden sie gelegentlich gemischte Brutkolonien. Das Gelege besteht aus zwei bis vier Eiern, die in 25 bis 28 Tagen ausgebrütet werden.
Anders als der Purpur- oder der Graureiher jagt der Schwarzhalsreiher auch gerne vom Wasser entfernt. Er frisst neben Fischen und Fröschen auch kleine Säugetiere sowie andere Vögel. Häufig kann man ihn beobachten, wie er regungslos auf Beute lauert.